# Црвена Звезда (баскетбольний клуб)
У Вікіпедії є статті про інші спортивні клуби з назвою Црвена Звезда (значення)
«Црвена Звезда» — сербський баскетбольний клуб з міста Белград, створений у 1945 році, одна з головних частин Спортивного товариства «Црвена Звезда». Клуб входить до Баскетбольної Асоціації Адріатики та виступає в Лізі ABA, Євролізі та в Чемпіонаті Сербії з баскетболу. Матчі національного чемпіонату команда проводить на баскетбольному майданчику «ім. Александара Ніколича», а матчі Євроліги — на «Комбанк Арені». Фанати «Звезди» відомі під назвою «Деліє».
Перед початком гостьового матчу Євроліги 2021—2022 проти «Жальгіса» гравці каунаського клубу розгорнули великий прапор України із написом «Стоп війні». До них долучилися судді поєдинку. Однак гравці сербського клубу відмовилися взяти участь у цій акції та не тримали прапор.

## Склад команди
| №  | Прізвище, ім'я   | Позиція            | Країна | Дата народження | Зріст  | Вага   |
| -- | ---------------- | ------------------ | ------ | --------------- | ------ | ------ |
| 4  | Нікола Ребич     | розігруючий        |        | 22/01/1995      | 188 см | 80 кг  |
| 6  | Неманья Данґубич | легкий форвард     |        | 13/04/1993      | 204 см | 88 кг  |
| 9  | Лука Митрович    | важкий форвард     |        | 21/03/1993      | 205 см | 102 кг |
| 10 | Бранко Лазич     | легкий форвард     |        | 12/01/1989      | 195 см | 87 кг  |
| 12 | Бориша Симанич   | важкий форвард     |        | 20/03/1998      | 209 см | 92 кг  |
| 13 | Оґнен Добрич     | атакуючий захисник |        | 27/10/1994      | 200 см | 90 кг  |
| 19 | Марко Симонович  | легкий форвард     |        | 30/05/1986      | 203 см | 95 кг  |
| 22 | Чарльз Дженкінс  | атакуючий захисник |        | 28/02/1989      | 191 см | 100 кг |
| 23 | Марко Ґудурич    | атакуючий захисник |        | 08/03/1995      | 199 см | 91 кг  |
| 24 | Стефан Йович     | розігруючий        |        | 03/11/1990      | 198 см | 94 кг  |
| 32 | Оґнен Кузмич     | центровий          |        | 16/05/1990      | 216 см | 114 кг |
| 51 | Мілко Б'єлиця    | центровий          |        | 04/06/1984      | 207 см | 104 кг |
|    | Нейт Волтерс     |                    |        | 15/05/1991      | 193 см |        |

## Титули
Всього титулів: 28

### Національні змагання
- Сербська ліга
  -  Чемпіон (2): 2014/15, 2015/16
  -  Срібний призер (5): 2006/07, 2008/09, 2011/12, 2012/13, 2013/14

- Кубок Сербії
  -  Володар (5): 2003/04, 2005/06, 2012/13, 2013/14, 2014/15
  -  Фіналіст (2): 2008/09, 2011/12

### Колишні національні змагання
- Югославська ліга (СФР Югославія)
  -  Чемпіон (12): 1946, 1947, 1948, 1949, 1950, 1951, 1952, 1953, 1954, 1955, 1968/69, 1971/72
  -  Срібний призер (7): 1959, 1969/70, 1972/73, 1983/84, 1984/85, 1986/87, 1989/90

- Югославська ліга (ФР Югославія)
  -  Чемпіон (3): 1992/93, 1993/94, 1997/98
  -  Срібний призер (2): 1991/92, 2005/06

- Кубок Югославії
  -  Володар (3): 1970/71, 1972/73, 1974/75
  -  Фіналіст (3): 1973/74, 1989/90, 1993/94

### Європейські змагання
- Кубок Сапорти
  -  Володар (1): 1973–74
  -  Фіналіст (2): 1971/72, 1974/75

- Кубок Корача
  -  Фіналіст (2): 1983/84, 1997/98

### Регіональні змагання
- Ліга Адріатики
  -  Володар (5): 2014/15, 2015/16, 2016/17, 2018/19, 2020/21
  -  Фіналіст (2): 2012/13, 2017/18

## Відомі тренери
| - Небойша Попович (1946—1956) - Мілан Бєгоєвич (1959—1970) - Александар Ніколич (1973–74) - Ранко Жеравиця (1980—1986 & 1997) - Божидар Малькович (assistant 1983—1986) - Душко Вуйошевич (1991—1992) - Владислав Лучич (1992—1995, 1998 та 2000) | - Александар Трифунович (2002—2003, 2004—2005 та 2010) - Жмаго Сагадін (2003—2004) - Драган Шакота (2007—2008) - Светислав Пешич (2008—2009 та 2011–12) - Деян Радон'їч (2013–теп.час) |